# Concilio Lateranense III
Il terzo Concilio Lateranense fu convocato da papa Alessandro III a Roma nel marzo 1179, in seguito alla pace di Venezia tra l'Imperatore Federico Barbarossa e la Lega Lombarda, pace sostenuta dallo stesso papa. È riconosciuto come undicesimo Concilio ecumenico dalla Chiesa cattolica.

## Descrizione
Il concilio riunisce circa 300 padri conciliari e si tiene in tre sessioni: il 5, 7 e 19 marzo 1179. In esso vengono emanati 27 canoni, su argomenti vari, tra cui:
- canone 1: dispone che il papa venga eletto esclusivamente dai cardinali (ponendo a questo fine l'uguaglianza fra i tre ordini cardinalizi) e per la validità della sua elezione occorre una maggioranza dei due terzi dei voti dei cardinali elettori; è la prima volta dopo l'età classica che s'istituisce un'elezione vera e propria secondo il principio di maggioranza, in luogo delle acclamazioni che fino allora avevano regolato l'accesso al trono di papi, re ed imperatori[1]; la maggioranza dei due terzi per i conclavi vige ancora oggi (pontificato di papa Leone XIV);
- canone 3: vieta l'elezione di un vescovo che non abbia compiuto 30 anni, e la consacrazione di un diacono o un sacerdote prima che abbia compiuto almeno 25 anni di età;
- canone 5: vieta l'ordinazione di chierici senza titulus, cioè senza mezzi di sussistenza;
- canone 7: vieta di esigere pagamenti per amministrare un sacramento, soprattutto il matrimonio, ed anche per i funerali;
- canone 9: richiama gli ordini militari dei Templari e degli Ospitalieri all'osservanza delle norme canoniche;
- canone 11: proibisce ai chierici di ricevere donne in casa propria o di frequentare monasteri femminili;
- canone 18: prescrive la nomina di un professore in ogni cattedrale per insegnare ai chierici e agli studenti poveri;
- canone 19: pone la pena della scomunica per coloro che sottopongono ad imposizione fiscale chiese e prelati senza il consenso del clero;
- canone 20: vieta i tornei ed i giochi;
- canone 24: vieta la fornitura di armi ai Saraceni sotto pena di scomunica;
- canone 27: esorta la crociata contro gli Albigesi; questa crociata verrà intrapresa solo più tardi, sotto papa Innocenzo III; inoltre vengono anatemizzati i catari.

Il Concilio promulgò il canone Licet de evitanda discordia: si stabilì che solo i cardinali avessero diritto a scegliere il papa (mentre prima partecipavano anche i laici) e che l'elezione papale dovesse avvenire con una maggioranza di almeno i due terzi affinché fosse considerata valida.
Infine, in questo concilio furono annullati tutti gli emendamenti dell'antipapa Pasquale III.